# Matches (série)
Matches é uma série de televisão brasileira antológica produzida pela Warner Channel e com co-produção da Mixer. A primeira temporada estreou em 18 de fevereiro de 2020 no canal pago.
Criada e escrita por Michel Carvalho e Carolina Castro tem colaboração de Marcelo Andrade, Gabriel Meyohas, Renata Mizrahi, Gabriel Gallindo, Lucas Hoffman, Natalia Klein e Natalia Piserni. A direção geral é de Calvito Leal em parceria com Eduardo Vaisman. Para a segunda temporada, as diretoras Anita Barbosa e Manuh Fontes assumiram o projeto.
Conta com Bruno Ferrari, Juliana Silveira, Fernanda de Freitas, Raphael Logam, Evelyn Castro e Luana Martau nos papéis principais.

## Enredo
1ª Temporada (2020)
Após sua recente separação, Ricardo (João Baldasserini) decide mudar-se para a casa de seu amigo Escovão (Renato Livera), um sujeito astuto que se torna seu principal incentivador na vida de solteiro. Enquanto isso, no mesmo corredor do prédio, Lara (Juliana Silveira) enfrenta os desafios de superar seu divórcio com a ajuda de sua melhor amiga Mila (Evelyn Castro), enquanto tenta lidar com o pai de seu filho. Com o amor não dando certo para nenhum deles, os quatro decidem se aventurar no "Matches", um aplicativo de relacionamentos, em busca de novas oportunidades e experiências amorosas.
2ª Temporada (2024)
Na nova temporada, um novo personagem, Benjamin (Raphael Logam), entra em cena. Recém-divorciado, ele visita seu amigo Escovão (George Sauma) no Rio de Janeiro, mas acaba ficando mais tempo na cidade após conseguir um emprego como chef no restaurante de Escovão. Com a ajuda de Escovão, Benjamin cria um perfil no Matches e, enquanto ainda está se adaptando a essa nova experiência, ele acaba fazendo match com Lara (Fernanda Freitas).

## Elenco
| Ator/Atriz          | Personagem     | Temporadas | Temporadas | Temporadas |
| Ator/Atriz          | Personagem     | 1ª (2020)  | 2ª (2024)  | 3ª (2025)  |
| ------------------- | -------------- | ---------- | ---------- | ---------- |
| Juliana Silveira    | Lara           |            | —          | —          |
| Fernanda de Freitas | Lara           | —          |            |            |
| Renato Livera       | Escovão        |            | —          | —          |
| George Sauma        | Escovão        | —          |            |            |
| Evelyn Castro       | Mila           |            | —          | —          |
| Luana Martau        | Mila           | —          |            |            |
| Bruno Ferrari       | Gabriel Victor |            | —          | —          |
| João Baldasserini   | Ricardo        |            | —          | —          |
| Aline Campos        | Bruna          |            | —          | —          |
| Camila Lucciola     | Mariana        |            | —          | —          |
| Raphael Logam       | Benjamin       | —          |            |            |
| Matheus Costa       | Júnior         | —          |            |            |
| Giselle Batista     | Stephanie      | —          |            |            |
| Mouhamed Harfouch   | Felipe         | —          |            |            |
| Rafael Sardão       | Paulo Maurício | —          |            |            |
| Flávio Pardal       | Nestor         |            |            |            |
| Pedro Ottoni        | Frank          |            | —          | —          |
| Amanda de Godoi     | Rebeca         |            | —          | —          |
| Luísa Thiré         | Ravena         | —          |            |            |
| Vinicius Scribel    | Lucas          | —          |            |            |